# Tom Scott (dessinateur)
Pour les articles homonymes, voir Scott et Tom Scott.
Tom Scott, né le 29 octobre 1947 à Londres, est un dessinateur de presse néo-zélandais, membre du collectif Cartooning for peace. Il travaille notamment pour le quotidien néo-zélandais The Dominion Post, après avoir été le dessinateur attitré du magazine New Zealand Listener puis du journal Evening Post.

## Récompenses
Il a reçu à cinq reprises le prix du dessinateur néo-zélandais de l'année, éditorialiste de l'année, et trois fois éditorialiste politique de l'année. il a également été récompensé pour ses scénarios de Fallout et de View from the Top.